# 卡西迪冰川
77°46′S 160°9′E / 77.767°S 160.150°E
卡西迪冰川（英語：Cassidy Glacier）是南極洲的冰川，位於維多利亞地，長13公里、寬4公里，最終在德波冰原島峰和夸特梅因山脈西北端之間注入泰勒冰川上游，現時由南極條約體系管理。